# 서원후
서원후 왕영(西原侯 王瑛, ? ~ 1291년 7월 21일)은 고려시대의 왕족이다. 충선왕의 후궁 정비 왕씨의 아버지이며, 후일의 공양왕의 고조부이기도 하다. 본관은 개성이다. 고려 신종의 증손이고, 그의 딸 정비 왕씨의 부군 충선왕은 11촌 손자뻘에 해당된다.

## 생애
신종의 증손자로서, 할아버지는 양양공 왕서이고, 아버지는 시안공(始安公)에 추증된 수사공(守司空) 왕인(王絪)이며, 어머니는 미상이다. 34대 공양왕에게는 고조부가 된다. 정확한 행적은 미상이다. 시안공의 차남으로 태어났으며 여러 관직을 거쳐 수 사공에 이르렀고, 서원후(西原侯)에 봉해졌다. 원종에게는 8촌에 해당된다.
형제로는 형 수사공 왕정(王禎)이 있는데 왕정은 행적이 기록에 전하지 않는다. 왕정의 아들이자 그의 조카 왕연생(王延生)은 진도에서 삼별초가 패한 뒤 원나라로 끌려갔다가 다시 고려로 보내져 탐라 인물을 찾게 했다. 이후의 기록은 미상이다. 동생은 왕원(王謜)이다. 누이는 충렬왕의 제2정비 정신부주 왕씨(貞信府主 王氏)이다.
1287년(충렬왕 13년) 그의 딸 왕씨가 원나라에 보내질 공녀(貢女)로 선발되었으나 세자 장(뒤의 충선왕)의 주선으로 공녀 차출을 면하였으며, 1289년에 세자비로 들이게 되었으니, 뒤에 정비(靜妃)가 되었다.
아들 익양후 왕분은 후일의 공양왕의 증조부가 되었고, 다른 아들 서흥군 왕전은 한때 원종이 자기 아들 충렬왕 대신 그를 후계자로 삼으려 했다가 화를 입고 사망한다. 한편 그의 다른 아들 왕진으로부터 후손이 이어졌다.
후에 4대손 공양왕 즉위 후 변한국공(卞韓國公)에 추봉되고 영헌(英憲)의 시호가 내려져 변한국영헌공(卞韓國英憲公) 이 되었다. 그의 부인 박씨 역시 진한국 장경비(辰韓國莊敬妃)로 추봉되었다.

## 가족관계
- 증조부 : 고려 제20대 신종(神宗, 1144~1204 재위: 1197~1204)
- 증조모 : 선정태후 김씨(宣靖太后 金氏, ? ~1222)
  - 조부 : 양양공 서(襄陽公 恕, 생몰년 미상)
  - 조모 : 미상
    - 아버지 : 증 시안공 인(贈 始安公 絪, ? ~1291)
    - 어머니 : 미상
      - 형 : 수사공 정(守司空 禎)
      - 동생 : 수사공 원(守司空 謜)
      - 누이 : 충렬왕 제2비 정신부주 왕씨(貞信府主 王氏, ? ~1319)
      - 부인 : 변한국순안비 황보씨(卞韓國順安妃 皇甫氏)
        - 딸 : 충선왕 제3비 정비 왕씨 (靜妃 王氏, ? ~ 1345)
        - 아들 : 진한국인숙공 익양후 분(辰韓國仁肅公 益陽侯 玢) - 공양왕의 증조부
        - 며느리 : 진한국장경비 밀양 박씨(辰韓國莊敬妃 朴氏)
          - 손자 : 마한국인혜공 순화후 유(馬韓國仁惠公 淳化侯 瑈, ?~1360년 5월)
          - 손부 : 마한국명예비 이천 신씨(馬韓國明睿妃 申氏)

        - 아들 : 서흥군 전(瑞興君 琠)

## 서원후가 등장하는 작품
- 《왕은 사랑한다》 (MBC, 2017년~2017년, 배우: 김호진)

## 같이 보기
- 양양공
- 시안공
- 신종
- 희종
- 영흥군
- 왕균
- 공양왕